# Illeszkedési tér
Az illeszkedési tér a matematika geometria nevű ágában alapvető eszköz a különféle geometriai rendszerek, struktúrák (például az euklideszi vagy a projektív geometria) formális, axiomatikus felépítésében: olyan matematikai struktúra, mely ezen geometriáknak az ún. illeszkedés nevű relációjára vonatkozó előírásait, az illeszkedési axiómákat foglalja össze.

## Matematikai definíció
Legyen {\displaystyle P} tetszőleges halmaz, elemeit pontoknak nevezzük. Jelölje {\displaystyle {\mathcal {P}}(P)} ennek hatványhalmazát, azaz részhalmazainak halmazát. Legyen továbbá a {\displaystyle {\mathcal {P}}(P)} halmaznak két kitüntetett részhalmaza {\displaystyle {\mathcal {E}}} és {\displaystyle {\mathcal {S}}} is, az első elemeit (ezek tehát pontok halmazai) egyeneseknek, a második elemeit (ezek is ponthalmazok) síkoknak nevezzük. A {\displaystyle \left(P,{\mathcal {E}},{\mathcal {S}}\right)} hármas neve illeszkedési tér. A P halmaz számosságát (|P|∈N) az illeszkedési tér rendjének nevezzük.
Az illeszkedés relációja: ha a P pont eleme az e egyenesnek, avagy az α síknak; vagy ha az e egyenes részhalmaza az α síknak, akkor azt is mondjuk, hogy a P pont illeszkedik az e egyenesre, avagy az α síkra, illetve hogy az e egyenes illeszkedik az α síkra. Ezt a relációt néha a -o- szimbólummal jelölik (például e-o-α: az e egyenes része az alfa síknak, illeszkedik rá).
A közös egyenesben lévő pontokat kollineárisnak, a közös síkban lévőket komplanárisnak mondjuk. A pontokat latin nagybetűkkel (A, B, …, Z), az egyeneseket latin kisbetűkkel (a, b,…, z), a síkokat görög kisbetűkkel (α, β, …, ω) szokás jelölni.

## Fontosabb illeszkedésitér-típusok
A legtöbbet vizsgált típusok: az affin terek, melyekben egy egyeneshez és egy rajta kívüli ponthoz mindig található olyan egyenes, amely illeszkedik a pontra, és az előbbi egyenessel nincs közös pontja, míg a projektív terekben ilyen egyenest sosem találni, azaz bármely két egyenes metszi egymást.
- Affin illeszkedési terek
  - Hilbert-féle illeszkedési tér
- Projektív illeszkedési tér
- Metrikus illeszkedési terek
  - Folytonosan rendezett avagy Pasch-féle illeszkedési terek

## Izomorfia
Két illeszkedési teret izomorfnak nevezünk, ha tartóhalmazaik (a pontok halmaza), egyeneseik halmaza és síkjaik halmaza közt létezik három olyan bijektív leképezés, amelyek illeszkedéstartóak, azaz melyekre teljesül, hogy az egyik tér bármely pontja akkor és csak akkor illeszkedik egy egyenesére, illetve síkjára, ha e pont képpontja illeszkedik a másik tér síkjának képegyenesére, illetve képsíkjára. Röviden: ha az egyik tér pontja, egyenesei és síkjai a másikéval párba állíthatóak úgy, hogy e párok egyik tagjára akkor és csak akkor illeszkedjen egy pont, ha a másik tagjára a pontnak a párja illeszkedik.

## Példák
Amikor egy konkrét matematikai struktúrát konstruálunk mint a Hilbert-illeszkedési tér példáját, akkor „példa” helyett logikai szaknyelven, „modell”-ről is beszélünk.